# Secotium ochraceum
Secotium ochraceum är en svampart som beskrevs av Rodway 1920. Secotium ochraceum ingår i släktet Secotium och familjen Agaricaceae.   Inga underarter finns listade i Catalogue of Life.